# سالم كني

## الأب سالم حبيب كَني
ولد الأب سالم حبيب منصور آل كَني في كرملش عام 1942
درس الابتدائية في كرملش توجه إلى دير مار شمعون الصفا ( الدير الكهنوتي ) في الموصل
و كانت لتربيته الدينية التي نشأ بها أثر كبير في سيرته الإيمانية التي حمدها الجميع حيث كان عمه أسقفاً( جبرائیل گني ) حيث نشأ بجو وتربية إيمانية صادقة جعلته يجعل من حياته كلها عمل وتضحية للإنسان
في عام 1959 دخل المتوسطة
وأتمم الدراسة الثانوية في قره قوش سنة 1966
وكان له أقوى الصِلات بأصدقائه أيام الدراسة من قره قوش و بعشيقة و برطلة
سافر إلى لبنان عام 1958 لدراسة الكهنوت
رجع إلى بغداد في عام 1971 وفي نفس السنة (1971)
رسم بالدرجة الإنجيلية بتاريخ 14/9/1971 في البصرة .
رسم كاهناً في يوم الجمعة المصادف 2/11/1971 في كرمليس .
خدم 3 سنوات في البصرة ( 1971 - 1974 ) .
في الشهر الأول من عام 1974 ترك البصرة
ومنذ 28 تشرين الثاني من عام 1974 خدم كرملش وإلى يوم وفاته بجميع المجالات .
وافته المنية إثر حادث مروري مؤسف أودى بحياته صباح يوم الإثنين المصادف 6/4/2009.